# Attilio Marchetti Rossi
Attilio Marchetti Rossi (Pesaro, 10 febbraio 1956) è un ingegnere italiano, precursore del calcolo e progettazione strutturale di opere di legno.

## Biografia
Quando ancora in Italia le costruzioni in legno non venivano insegnate nei corsi universitari ed era del tutto assente una normativa tecnica nazionale per il calcolo strutturale del legno, Marchetti Rossi, già laureato in Ingegneria Civile a Bologna, nel 1980 veniva accreditato dall'allora Ministero degli Affari Esteri quale borsista-ricercatore in Canada, presso l'Università di Toronto, per specializzarsi in ingegneria del legno "Timber Engineering".
Una volta rientrato in Italia, l’esperienza maturata all’estero gli permette di iniziare l’attività professionale quale progettista strutturale di opere complesse in legno lamellare e contemporaneamente occuparsi della divulgazione  dell'uso del legno in edilizia in veste di relatore in seminari e convegni specialistici, articolista in riviste specializzate del settore e docenze in corsi di formazione in Italia ed all’estero.
Nel 1990 viene nominato dalla Presidenza del Consiglio Superiore dei Lavori Pubblici membro della Commissione CEE gruppo CEN /TC 250 SC5 per la redazione dell’EUROCODICE 5 - Strutture di Legno -   nel 2008 è componente del gruppo di lavoro del CNR per la versione sottoposta ad inchiesta pubblica delle istruzioni tecniche DT 206/06, ambedue oggi i principali strumenti normativi per le costruzioni di legno e da cui sono originate le tuttora vigenti Norme Tecniche per le Costruzioni - NTC 2018. 
Nel 2003 ha rappresentato l'Italia al Convegno Mondiale di Ingegneria del Legno IHF International Holzbau Forum, tenutosi a Garmisch-Partenkirchen.  

## Opere
I progetti più noti a cui ha partecipato in qualità di strutturista delle opere in legno sono il progetto costruttivo delle coperture in legno dell'Auditorium Parco della Musica di Roma (Arch. Renzo Piano), il terminal crocieristico di Brindisi (con Arch. De Vita), EcoArea centro espositivo in bioarchitettura multipiano a Rimini, la copertura del nuovo Palaghiaccio Tazzoli di Torino per le Olimpiadi invernali 2006, lo Stadio olimpico del nuoto di Riccione, il nuovo Polo Universitario di Cagliari-Monserrato , l'area di servizio Villoresi Est, alcuni  Padiglioni per Expo 2015 (per Banca Intesa con Arch. Michele De Lucchi), l'Hotel Nautilus a Pesaro di 7 piani, il più alto multipiano in legno d'Europa